# Pináculo

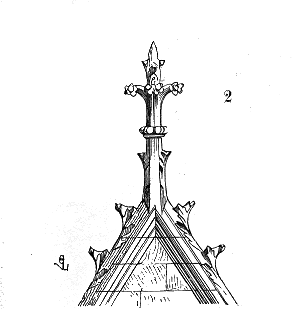
Pináculo.

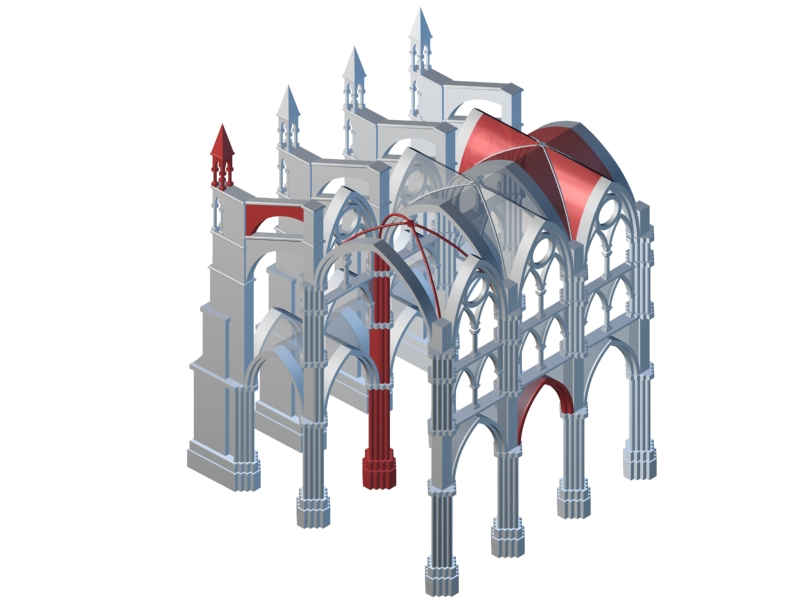
Colocación de los pináculos en la unión de los arbotantes con el contrafuerte, de modo que centran las cargas mediante exageración de la componente vertical.

Un pináculo, palabra proveniente del Latín pinaculus, es un elemento arquitectónico constructivo y decorativo que se utilizaba en la arquitectura gótica. Posee forma de pilar rematado en su parte superior con una figura piramidal o cónica. Solían realizarse en piedra, aunque también los hay de plomo.
Su uso da sensación de mayor altura al edificio y estiliza su imagen, pero también tiene una función estructural, la de estabilizar las fuerzas oblicuas de los arbotantes, utilizando su peso para centrar la fuerza vertical en los contrafuertes y contrarrestar los empujes laterales que podían ocasionar la combadura de las fábricas resistentes.
La necesidad de pináculos se debe a la altura de las fábricas góticas y al elevado número de aperturas que se hacían, mucho mayores que en los edificios románicos. Al ser por ello el muro gótico menos resistente se debía de contrarrestar el peso de la cubierta con los arbotantes, que transmiten los esfuerzos a los contrafuertes. Sin los pináculos, las fuerzas horizontales excesivas descentrarían las cargas (el núcleo central no coincidiría con el centro geométrico de la sección del muro), con lo cual el sistema se desestabilizaría y el edificio podría derrumbarse en el peor de los casos, o combar sus muros en el mejor. Por esta razón los pináculos clavan los arbotantes cuando se encuentran perpendiculares a los muros.